# Timarcha insparsa
Timarcha insparsa is een keversoort uit de familie bladkevers (Chrysomelidae). De wetenschappelijke naam van de soort werd in 1856 gepubliceerd door Wilhelm Gottlob Rosenhauer.